# Martin Vaniak
Martin Vaniak (* 4. Oktober 1970 in Ústí nad Labem) ist ein ehemaliger tschechischer Fußballspieler auf der Torwartposition. Er gewann mit Slavia Prag zweimal die tschechische Meisterschaft.

## Karriere
Martin Vaniak begann beim kleinen Verein Severotuk in seiner Heimatstadt Ústí nad Labem, mit zehn Jahren wechselte er zum größeren Klub Armaturka. Seinen Wehrdienst absolvierte er bei VTJ Hodonín, anschließend wechselte er zu Sigma Olmütz. Dort wurde er 1994/95 Stammtorhüter. 
Von 1997 bis 2001 spielte er für Petra Drnovice und kehrte anschließend nach Olmütz zurück. Die nächsten Jahre gehörte er zu den besten Torhütern Tschechiens und kam zwischen 2002 und 2004 auf sieben Einsätze im Nationaltrikot. In den Kader für die Europameisterschaft 2004 in Portugal wurde er, für viele überraschend, nicht berufen. Ende 2004 wurde Vaniak in Marbella inoffizieller Weltmeister im Halten von Freistößen.
Als sein Vertrag mit Sigma Olmütz im Sommer 2005 auslief, schien es, als würde er zu Slavia Prag wechseln, schließlich landete Vaniak beim griechischen Verein Panionios Athen. Nach nur einer Saison in Griechenland wechselte er im August 2006 zum FK SIAD Most. 
Im Sommer 2007 wurde Vaniak von Slavia Prag verpflichtet. Mit Slavia gewann der Torhüter 2007/08 und 2008/09 die tschechische Meisterschaft. In der Saison 2009/10 verlor er seinen Stammplatz im Tor von Slavia Prag nach einem Fehler am ersten Spieltag zunächst an Jan Hanuš, kehrte aber Ende August wieder zwischen die Pfosten zurück. Im Oktober 2009 teilte ihm Trainer Karel Jarolím mit, dass er künftig nur noch Ersatztorwart hinter Deniss Romanovs sei. Trotzdem kam er bis 2011 in der Hälfte der Spiele zum Einsatz, ehe er seine Laufbahn beendete.